# 1930 (Album)
1930 ist ein Studioalbum des Japanoise-Musikers Merzbow. Es erschien 1998 auf Tzadik Records und gilt als eines der bekanntesten Alben von Merzbow und stilprägend für das Genre. Das Album wurde vom amerikanischen Klangkünstler John Zorn produziert, dem auch das Label Tzadik gehört. 1930 war Teil der New Japan Series des Labels.

## Cover
Das Gebäude auf dem Cover ist eine Art-déco-Installation an einem Isetan-Kaufhaus. Isetan ist eine japanische Kaufhauskette aus Tokio. Das Coverfoto wurde von Masami Akita aka Merzbow selbst geschossen, Ikue Mori gestaltete die CD. Die Porträtfotos von Akita im Booklet wurden von Don Lewiss geschossen.

## Rezeption
Joslyn Layne vergibt 4,5 von 5 Punkten schreibt bei allmusic:

„Merzbow, der Anführer des japanischen Noise, hat gelernt, wie man Klang nutzt, um am Gehirn des Hörers herumzudoktern. Er nutzt nicht wahrnehmbare Tonfrequenzen, um Nadellöcher in die Trommelfelle zu stoßen und um die vorgefassten Auffassungen von Klang, Musik und wie diese auf jemanden einwirken, ausbluten zu lassen.“

## Tracklist
Alle Tracks von Masami Akita.
1. Intro – 2.39
2. 1930 – 19.39
3. München – 2.02
4. Degradation of Tapes – 12.29
5. Iron, Glass, Blocks and White Lights – 21.50